# Меркел, Уна
Уна Меркел (англ. Una Merkel, 10 декабря 1903 — 2 января 1986) — американская актриса.

## Биография
Уна Меркел родилась в городе Ковингтон, штат Кентукки, 10 декабря 1903 года. Стать актрисой ей помогло сходство с Лиллиан Гиш. Начала она с того, что была дублёром знаменитой актрисы в фильме «Водопад жизни» в 1920 году. Спустя несколько лет у неё были уже собственные роли в немых фильмах. Но во времена немого кино она не достигла популярности в качестве киноактрисы и в большей степени играла на театральных сценах Бродвея.
Популярность к Уне Меркел пришла с началом эры звукового кино. В 1932 году она подписала контракт с «MGM» и последующие шесть лет работы на этой студии играла до двенадцати киноролей в год. Она снялась во многих знаменитых фильмах того времени, включая «42-я улица» (1933), «Веселая вдова» (1934), «Саратога» (1937) и «Закон Дестри» (1939). В большинстве она играла второстепенные роли, например подруг главных героинь в исполнении Джин Харлоу, Лоретты Янг и Дороти Ламур.
Меркел только раз выходила замуж: в 1932 году за Рональда Бурла, с которым развелась в 1945 году.
Кинокарьера Уны Меркел пошла на спад к концу 1940-х годов. Она всё же продолжала сниматься в кино, но уже в заметно меньшем количестве фильмов. В это же время она стала больше появляться на театральной сцене, а в 1956 году стала обладательницей премии «Тони» за роль в бродвейской постановке «Семейка Пондеров».
Меркел вновь привлекла к себе внимание в 1961 году после исполнения роли миссис Вайнмиллер в фильме «Лето и дым», за которую она была номинирована на «Оскар» в качестве лучшей актрисы второго плана. Последней её киноролью стала Виолет Ранли в фильме Элвиса Пресли «Выходные в Калифорнии» в 1966 году. За вклад в киноиндустрию США актриса была удостоена звезды на Голливудской аллее славы.
Уна Меркел умерла в Лос-Анджелесе 2 января 1986 года в возрасте 82 лет.

## Избранная фильмография
- Длинноногий папочка (1931) — Сэлли МакБрайд
- Мальтийский сокол (1931) — Эффи
- 42-я улица (1933) — Лоррейн Флеминг
- Весёлая вдова (1934) — Королева Долорес
- Ответный ход Бульдога Драммонда (1934) — Гвен
- Бродвейская мелодия (1935) — Китти Корбетт
- Рождённая танцевать (1936) — Дженни Сакс
- Саратога (1937) — Фритзи
- В джазе только девушки (1939) — Фло Саундерс
- Дорога на Занзибар (1941) — Джулия Куимби
- С песней в моём сердце — сестра Мари
- Ловушка для родителей (1961) — Вербена
- Лето и дым (1961) — Миссис Вайнмиллер
- Выходные в Калифорнии (1966) — Виолет Ранли

## Награды
- «Тони» 1956 — «Лучшая актриса в пьесе» («Семейка Пондеров»)